# Hareket Ordusu
L'Hareket Ordusu (tradotto anche come Esercito d'Azione), era una forza formata da elementi dell'esercito ottomano simpatizzanti del Comitato di Unione e Progresso (CUP) in risposta al controcolpo di Stato ottomano del 1909. L'esercito, mobilitato a Selanik (l'odierna Salonicco) da Mahmud Shevket Pasha, occupò Istanbul e soppresse con successo la rivolta nell'incidente del 31 marzo.

## Contesto

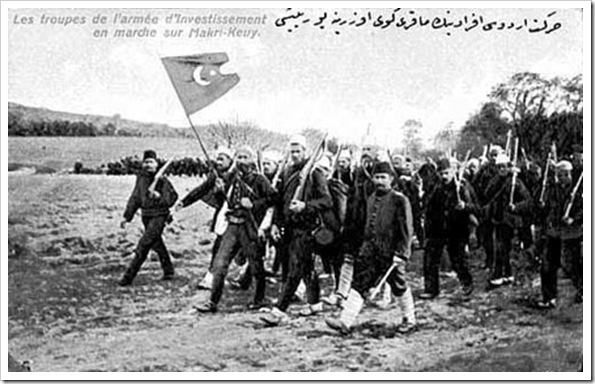
L'Esercito d'Azione in marcia su Makri Keuy (l'odierna Bakırköy)

La Rivoluzione dei Giovani Turchi del 1908, guidata dal CUP, costrinse il sultano Abdul Hamid II a ripristinare un sistema monarchico costituzionale, inaugurando la Seconda era costituzionale. Il controcolpo di Stato del 1909 fu istigato da un ammutinamento delle truppe insoddisfatte a Istanbul, a cui si unirono i manifestanti religiosi reazionari che chiedevano il ritorno all'autocrazia sotto Abdul Hamid e alla sharia. Con le dimissioni del gabinetto di Hüseyin Hilmi Pasha l'ammutinamento si trasformò in una più ampia crisi politica.

## Composizione
L'Hareket Ordusu fu organizzato da Mahmud Shevket Pasha, comandante della Terza Armata con sede a Selanik. Un certo numero di ufficiali di stato maggiore contrari al controcolpo si unirono a Selanik per allearsi alle forze. L'esercito fu anche supportato da divisioni della seconda Armata di stanza ad Adrianopoli (l'odierna Edirne).

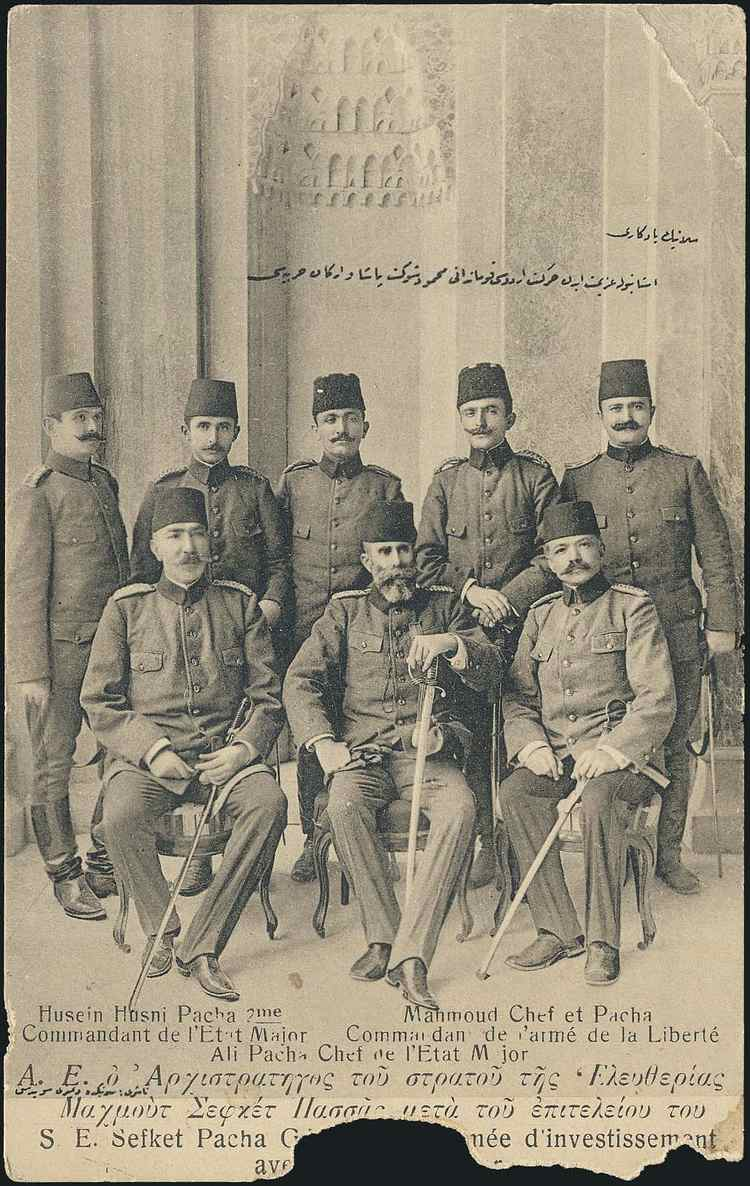
Personale dell'esercito d'azione. Alla sinistra di Şevket Pasha, Hüseyin Hüsnü, dietro Hüsnü e il secondo da sinistra İsmet Bey (İnönü), alla sua destra Ismail Hakkı Bey, alla sua destra Enver Bey.

La forza contava circa 20.000-25.000 soldati ottomani ed era integrata da 15.000 volontari, tra cui 4.000 bulgari, 2.000 greci e 700 ebrei.